# 阎铁花
《閻鐵花》是漫畫家常勝的臺灣漫画，預計改编电影于2023年上映。主角是高中女孩閻鐵花，出身京劇世家但某日回家，卻發現全家人慘遭殺害。而自己却被以謀殺全家人的罪名入冤狱數十年，后来又因为監牢爆炸身亡。但多年後她卻在一場網路直播現身，之后用京劇女伶妝容為面具隐藏身份，為家人復仇而战斗。内容将傳統戲曲與科幻結合，让一個京劇女伶成為超級英雄。电影导演为《怪胎》的導演廖明毅，导演自己于出版社及作者提案，取得電影改編權，在《CCC創作集》连载。由製作《千年一問：鄭問紀錄片》的牽猴子股份有限公司買下真人電影化版權。

## 外部連結
- 閻鐵花 - CCC創作集 （页面存档备份，存于）